# Jean Bernard-Derosne
Pour les articles homonymes, voir Bernard et Derosne.
Charles François Jean Bernard-Derosne est un journaliste, écrivain et réalisateur français, né le 8 janvier 1903 à Vesoul, mort le 26 octobre 1962 en son domicile dans le 6e arrondissement de Paris.

## Biographie
Né au n°15 rue du Tir à Vesoul (actuelle rue Jean-Jaurès), Jean est le fils de Gaston Bernard-Derosne et de Adèle Charlotte Hélène Derosne. Il a pour grands-parents paternels Charles Bernard-Derosne et Julie Bernat.

## Publications
- Volga en feu, roman tiré du film Volga en feu (Bulat-Batır) de Youri Taritch, éditions Jules Tallandier, 1929[3]
- L'Amante légitime (Les Sacrifiés), prologue de Vincent de Moro-Giafferi, roman tiré du film Ehe in Not de Richard Oswald (Apollon-Film), éditions Jules Tallandier, 1930
- La Taverne de l'angoisse, roman tiré du film Nuit d'angoisse (en) de Rudolf Meinert (Apollon-Film), éditions Jules Tallandier, 1930
- L'Inconnue, roman tiré du film Narkose d'Alfred Abel, éditions Jules Tallandier, 1930
- S-13, ou les Hommes sans femmes, roman tiré du film Hommes sans femmes - S-13 de John Ford, Jules Tallandier, 1931
- Tu m'oublieras..., roman tiré du film homonyme d'Henri Diamant-Berger, éditions Jules Tallandier, 1931
- Transatlantic, roman tiré du film homonyme de William K. Howard, éditions Jules Tallandier, 1933
- Les Forbans magnifiques : histoire fantastique du 1er régiment de fusiliers marins, juin 1940-juin 1945, Éditions des Deux sirènes, 1947
- L'Affaire Petkov, écrit avec Paul Vergnet (d), Editions Self, 1948
- Le Procès Abetz, avec Otto Abetz et René Floriot, Amiot-Dumont éditeur, 1950
- Farouk, la déchéance d'un roi, Éditions françaises d'Amsterdam, 1953

Sous le nom d'« Oncle Pipe »
- Canichou veut voir la mer, Éditions I.P.C. (imprimerie de Chaix), 1943
- Koui-Ki-Ki pense à tout, dessins de Jean Trubert, Éditions I.P.C. , 1943
- Rococo, concierge du Zoo, dessins de Jean Trubert, Éditions I.P.C. , 1943
- Quat'poils visite Paris, dessins de Dominique, Éditions I.P.C. , 1944

## Filmographie

### Réalisateur
- 1933 : Hortense a dit j'm'en f…, moyen métrage
- 1933 : Son Altesse Impériale
- 1934 : Dernière Heure
- 1935 : La Fille de Madame Angot

### Autre
- 1927 : Une java de Jean de Size, assistant réalisateur
- 1931 : L'Affaire de la clinique Ossola de René Jayet, dialogue
- 1933 : Son Altesse Impériale, scénariste
- 1935 : Scrupule, court métrage de Dimitri Kirsanoff, scénariste

## Distinctions
- Chevalier de la Légion d'Honneur (décret du 7 février 1950)
- Officier de la Légion d'Honneur (décret du 12 mai 1958)
- Officier de l'ordre du Ouissam alaouite